# Rincón Viejo, Veracruz
Rincón Viejo är en ort i Mexiko.   Den ligger i kommunen Omealca och delstaten Veracruz, i den sydöstra delen av landet, 250 km öster om huvudstaden Mexico City. Rincón Viejo ligger 566 meter över havet och antalet invånare är 217.
Terrängen runt Rincón Viejo är kuperad norrut, men söderut är den bergig. Runt Rincón Viejo är det ganska tätbefolkat, med 116 invånare per kvadratkilometer. Närmaste större samhälle är Córdoba, 15,6 km norr om Rincón Viejo. I omgivningarna runt Rincón Viejo växer huvudsakligen savannskog.